# 伊丹町
伊丹町（いたみちょう）は、1889年から1940年まで存在した日本の兵庫県川辺郡に存在した町である。

## 地理
現在の伊丹市中部、伊丹郷町・大鹿・北村・北河原の各地域に当たる。
摂津国のほぼ中心に位置し、北を川西町、西を稲野村、南を園田村、東を神津村と接していた。北西の長尾村や北東の大阪府池田市とは僅かに接していない。

## 歴史
江戸時代には近衛家の所領とされ、酒造業が盛んであった。当地で生産される伊丹酒は全国的に著名であったが、18世紀に入ると灘五郷が台頭し大きくシェアを奪われることになる。
明治に入り、町村制が施行されると川辺郡役所が1926年の郡制廃止まで置かれ郡の中心地となった。
- 1871年（明治4年） - 伊丹郷町など川辺郡伊丹村の全域を伊丹町とし、郡役所が置かれる[2]。
- 1889年（明治22年）4月1日 - 伊丹町と大鹿・北村・北河原の各村が合併し、旧千僧村の一部飛地を編入して町村制に基づく伊丹町が発足[2]。
- 1940年（昭和15年）11月10日 - 稲野村との新設合併により伊丹市が成立、川辺郡を離脱する。

## 交通
鉄道

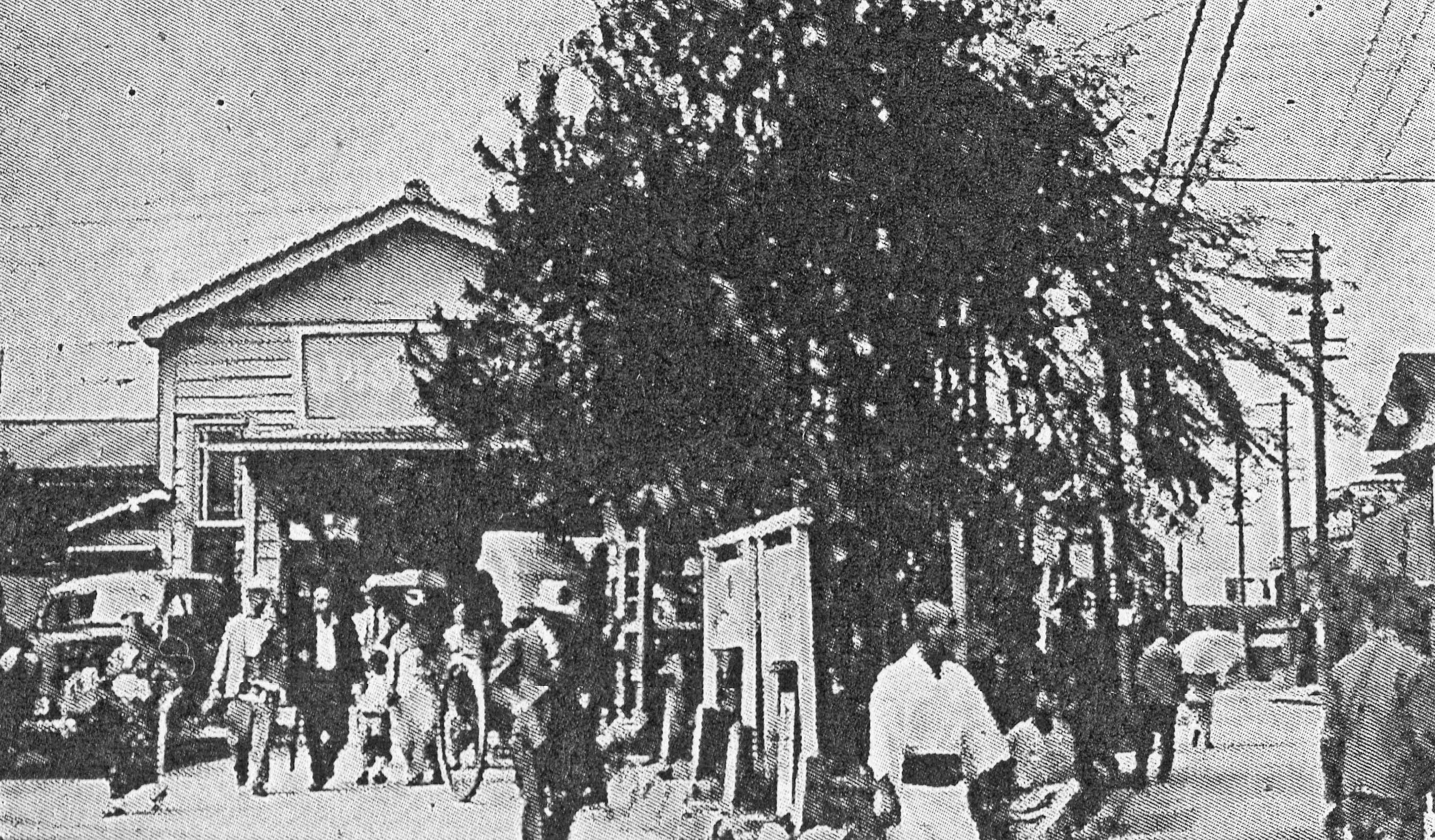
阪急伊丹駅（1940年頃）

- 川辺馬車鉄道 → 摂津鉄道 → 阪鶴鉄道 → 国鉄福知山線
  - 伊丹駅
  - 伊丹南口駅 - 現在の猪名寺駅から北に800 mほどの場所に在った。
- 阪急伊丹線
  - 伊丹駅
  - 新伊丹駅

## 関連人物
- 梶井基次郎 - 晩年に兄を頼って伊丹町字堀越町（現在の清水3丁目）に居住していた。
- 白洲次郎 - 父親の別荘が伊丹町字北村（現在の春日丘4丁目）に在り、樺山正子との結婚に際し婚姻届を伊丹町役場に提出している。